# Pitcairnia arenaria
Pitcairnia arenaria är en gräsväxtart som beskrevs av Harry Edward Luther. Pitcairnia arenaria ingår i släktet Pitcairnia och familjen Bromeliaceae.
Artens utbredningsområde är Peru. Inga underarter finns listade i Catalogue of Life.